# Baryscapus fennahi
Baryscapus fennahi är en stekelart som först beskrevs av Schauff 1987.  Baryscapus fennahi ingår i släktet Baryscapus och familjen finglanssteklar. Inga underarter finns listade.